# Герб Ічкінського району (Крим)
Герб Ічкінського району — офіційний символ  Ічкінського району Автономної Республіки Крим, затверджений 25 лютого 2011 року рішенням № 20 Совєтської районної ради.

## Опис герба
У щиті, розтятому на червоне та синє поля, золотий  пшеничний сніп, перев’язаний стрічкою. Щит увінчує срібна корона, знизу на синій стрічці назва району.

## Значення символів
Золотий сніп символізує аграрний характер району.